# Dujam II. Krčki

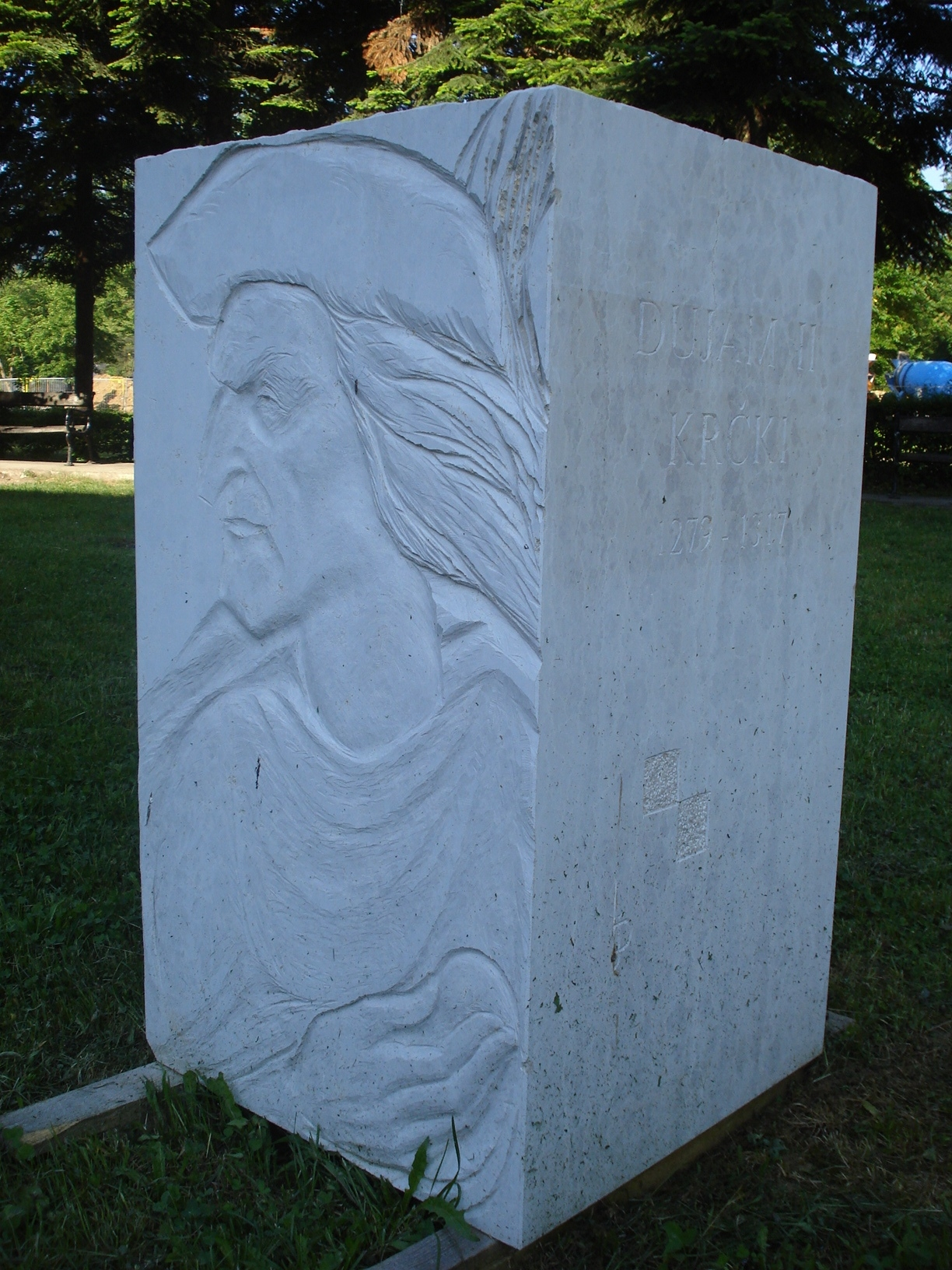
Porträt von Dujam II. Krčki in Otočac

Fürst Dujam II. Krčki (deutsch Domnius II. von Krk; * Mitte des 13. Jahrhunderts; † 1317) war ein kroatischer Hochadliger, Feldherr und Diplomat aus dem Hause Frankopan, welches die Fürsten von Krk, Modruš und Senj stellte. Sein Name wurde zuerst in einer Urkunde vom kroatisch-ungarischen König Ladislaus IV. aus 1279 erwähnt, womit der König ihm die Besitze von Vinodol und Modruš bestätigt. Während der dynastischen Krise in den 1290er Jahren wurde er bekannt als Unterstützer der Thronprätendenten aus dem Hause Anjou (Karl Martell und Karl Robert) und Gegner des Andreas III. aus dem Geschlecht der Arpaden. Seit 1308 wurde er das Oberhaupt seines Adelsgeschlechts und, als Besitzer der großen Domänen im Westen Kroatiens, einer der mächtigsten kroatischen Magnaten zu Beginn des 14. Jahrhunderts. Er besaß die Herrschaften in Gacka-Tal (einschließlich Otočac), dann Modruš, Vinodol, Senj, Požega und andere.

## Leben
Dujam II. Krčki wurde als Sohn von Fridrik (Friedrich) II. Krčki in der Mitte des 13. Jahrhunderts, während der Herrschaft der Arpad-Dynastie, geboren. Es gibt keine erhältliche Angaben über den Ort und Datum seiner Geburt, sowie über seine Gebrüder oder Geschwister. Sein Vater starb kurz nach dem Jahr 1288 und Dujam erbte seine Vermögen und Titel.
Zusammen mit seinem Vetter Leonard ließ er 1297 den Franziskanerkloster und Kirche des hl. Peters in Senj bauen. Dort wurden viele nächste Generationen des Krčkis, bzw. Frankopans, in den darauffolgenden Jahrhunderte beigesetzt.
1290 bestieg Andreas III. der Venezianer den Thron, aber Dujam unterstützte ihn nicht, sondern die Mitglieder der Anjou-Dynastie, die im Königreich Neapel herrschten und mit der Arpaden, durch Maria, die Ehefrau des neapolitanischen Königs Karl II. und Schwester des kroatisch-ungarischen Königs Ladislaus IV. des Kumanen, verbunden wurden. Es war eine Zeit der allgemeinen Anarchie, wobei einige lokale Machthaber erkannten die königliche Macht nicht an und es kam immer wieder zu gegenseitigen Streiten und Konflikten.

Dujams Besitzungen im frühen 14. Jahrhundert (links unten)

Dujam wurde ein Mitglied der Delegation von Adligen, die 1291 den neapolitanischen König besuchten und über dessen Übernahme der kroatischen bzw. ungarischen Krone verhandelten. 1300 war er wieder in Neapel und diesmal begleitete die Delegation bei ihrer Rückkehr nach Kroatien den Thronprätendent Karl Robert, der zuerst nach Zadar kam und dann nach Ungarn weiterging.
Mit den Venezianern hatte Dujam, wie auch andere Mitglieder der Frankopanen, komplizierte und geschichtete Beziehungen, vor allem wegen der Lage der Insel Krk und anderen Teile des kroatischen Küstenlands, die immer die venezianischen territorialen Aspirationen aufweckten. Diese Beziehungen waren zeitweise gut, manchmal aber auch nicht.
Dem jungen König Karl I. Robert blieb Dujam das ganze Leben lang treu. Im Gegenzug bekam er neue Besitzungen und Titel, sowie Bestätigungen der alten Vermögen. So z. B. wurde er 1311, zusammen mit seinem Sohn Fridrik III, Gespan von Požega, 1315 dauerhafter Herr von Senj und 1316 bekam er die Bestätigung des Besitzes von Otočac und Gacka.
Er starb im Jahr 1317 und hinterließ seine Erbschaft dem Sohn Fridrik. Der setzte die Politik seines Vaters fort und dem König treu blieb. Während seines Lebens kamen die Herrschaften Slunj und Drežnik in den Besitz seiner Familie. Fridriks Enkel Ivan (Johann) V. Krčki wurde später (1391) Ban (Vizekönig) von Kroatien, als erster in der Familie. Dessen Sohn Nikola (Nikolaus) IV. wurde der mächtigste Hochadliger im damaligen Kroatien und 1430 benannte, mit der Bestätigung des Papstes Martin V., den Familien Namen in Frankopan um.

## Einige Besitze des Dujam II. Krčki

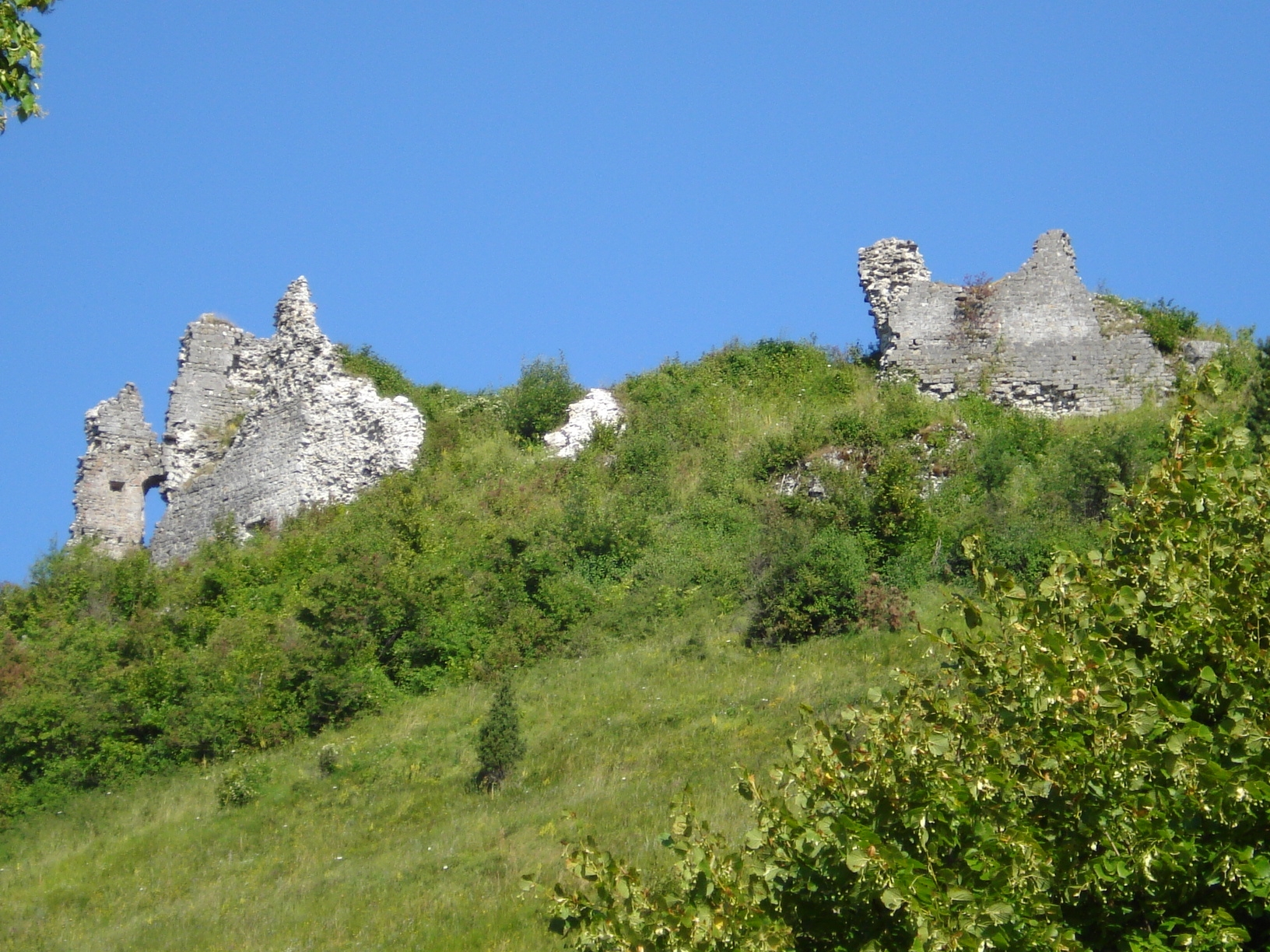
Modruš mit der Festung Tržan grad
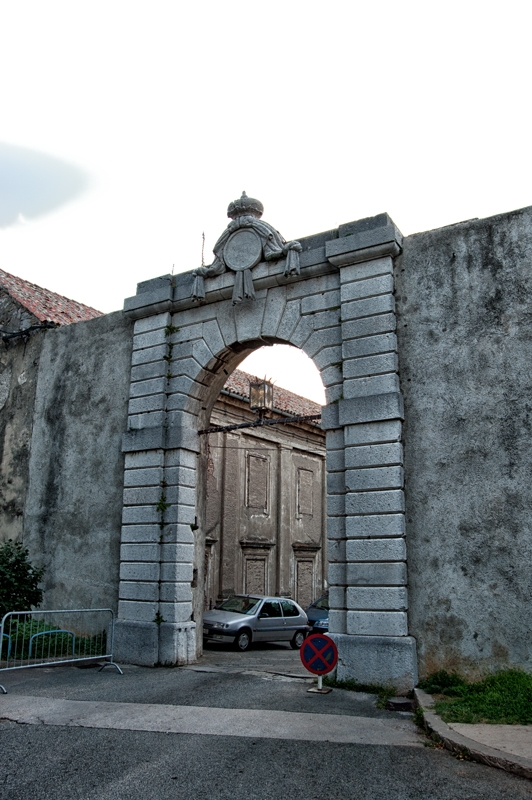
Befestigte Stadt Senj
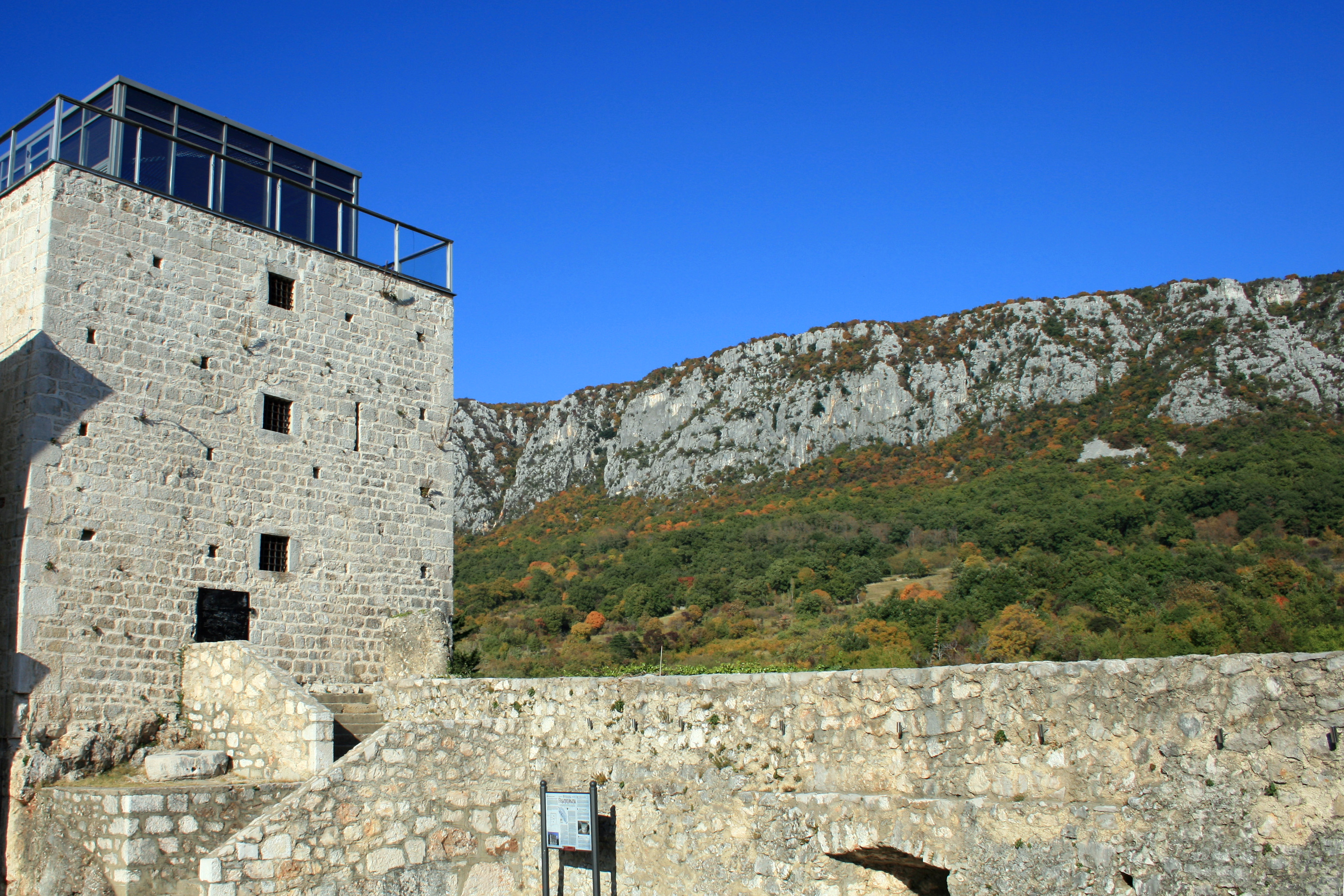
Vinodol (Abbildung des Turms Bribir)
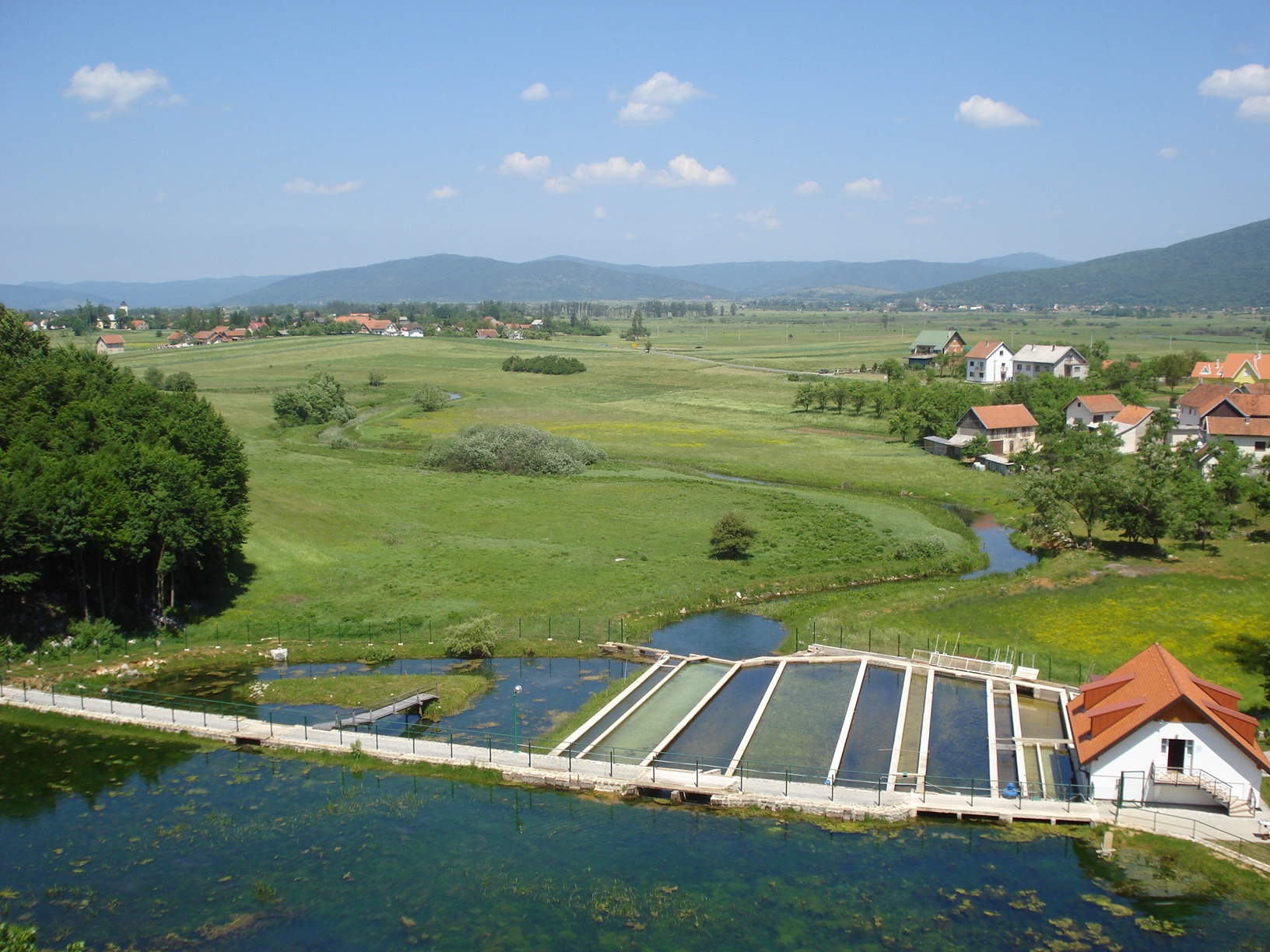
Gebiet Gacka